# Vessenni
Vessenni (rus: Весенний) és un possiólok del districte autònom de Txukotka, a Rússia, que el 2011 tenia un sol habitant. Fou fundat el 1965 i creixé al voltant d'una mina d'or fins a l'esgotament i posterior tancament de la mina el 1998.